# Діпалпур
Діпалпур (урду دِيپالپُور) — місто в пакистанській провінції Пенджаб.

## Демографія
Динаміка чисельності населення міста за роками:
| 1961 | 1972   | 1981   | 1998   | 2010   |
| ---- | ------ | ------ | ------ | ------ |
| 9452 | 13 933 | 25 237 | 55 687 | 90 936 |